# Ève Salvail
Ève Salvail (Matane, 7 aprile 1973) è una supermodella canadese.

## Biografia
Nasce a Matane, una piccola città del Canada, nel 1973, da una famiglia di origine francese. Scoperta a soli 18 anni a Montréal dallo stilista Jean-Paul Gaultier, si trasferisce a Parigi nei primi anni 90 per tentare la carriera di indossatrice, diventando in breve tempo una delle top model più richieste dagli stilisti.
Ève si distingue dalle altre modelle per il suo look inusuale per i canoni di bellezza dell'epoca: era infatti nota per avere i capelli estremamente corti e tinti di biondo platino e quando era rasata a zero si poteva vedere un drago cinese tatuato sulla sua nuca.
Nel corso della sua carriera ha lavorato per grandi marchi dell'industria della moda, come: Gianni Versace, Chanel, Moschino, Romeo Gigli, Marina Spadafora, Giorgio Armani, Calvin Klein, Anna Sui, Thierry Mugler, Christian Lacroix, Betsey Johnson, Gucci, Rocco Barocco, Comme des Garçons, Levi Strauss, Enrico Coveri, Krizia, Paco Rabanne, Jean-Paul Gaultier, Paola Frani, Karl Lagerfeld, Bella Freud e molti altri.
È comparsa sulle copertine e sulle pagine di note riviste come Elle, Grazia, Glamour, Gioia, New York e Wired. Ha fatto diversi cameo in alcuni film come Prêt-à-Porter, Il quinto elemento, Zoolander ed è comparsa nel videoclip di Is There Any Love In Your Heart? di Lenny Kravitz. Negli anni 2000 compare sia nel reality show America's Next Top Model che nel talk show Tyra Banks Show in veste di ospite speciale.

## Vita privata
Ha fatto coming out come lesbica nel 2007 al talk show Tyra Banks Show di Tyra Banks.

## Filmografia

### Cinema
- Prêt-à-Porter, regia di Robert Altman (1994).
- Il quinto elemento, regia di Luc Besson (1997).
- Zoolander, regia di Ben Stiller (2001).

### Video musicali
- Is There Any Love In Your Heart?, di Lenny Kravitz (1993).

### Televisione
- America's Next Top Model, episodio 6x02 (2006).
- Tyra Banks Show, 1 episodio (2007).

## Agenzie
- Stars Model Management - San Francisco